# Ferocactus diguetii
Ferocactus diguetii là một loài thực vật có hoa trong họ Cactaceae. Loài này được (A.A.Weber) Britton & Rose mô tả khoa học đầu tiên năm 1922.

## Hình ảnh

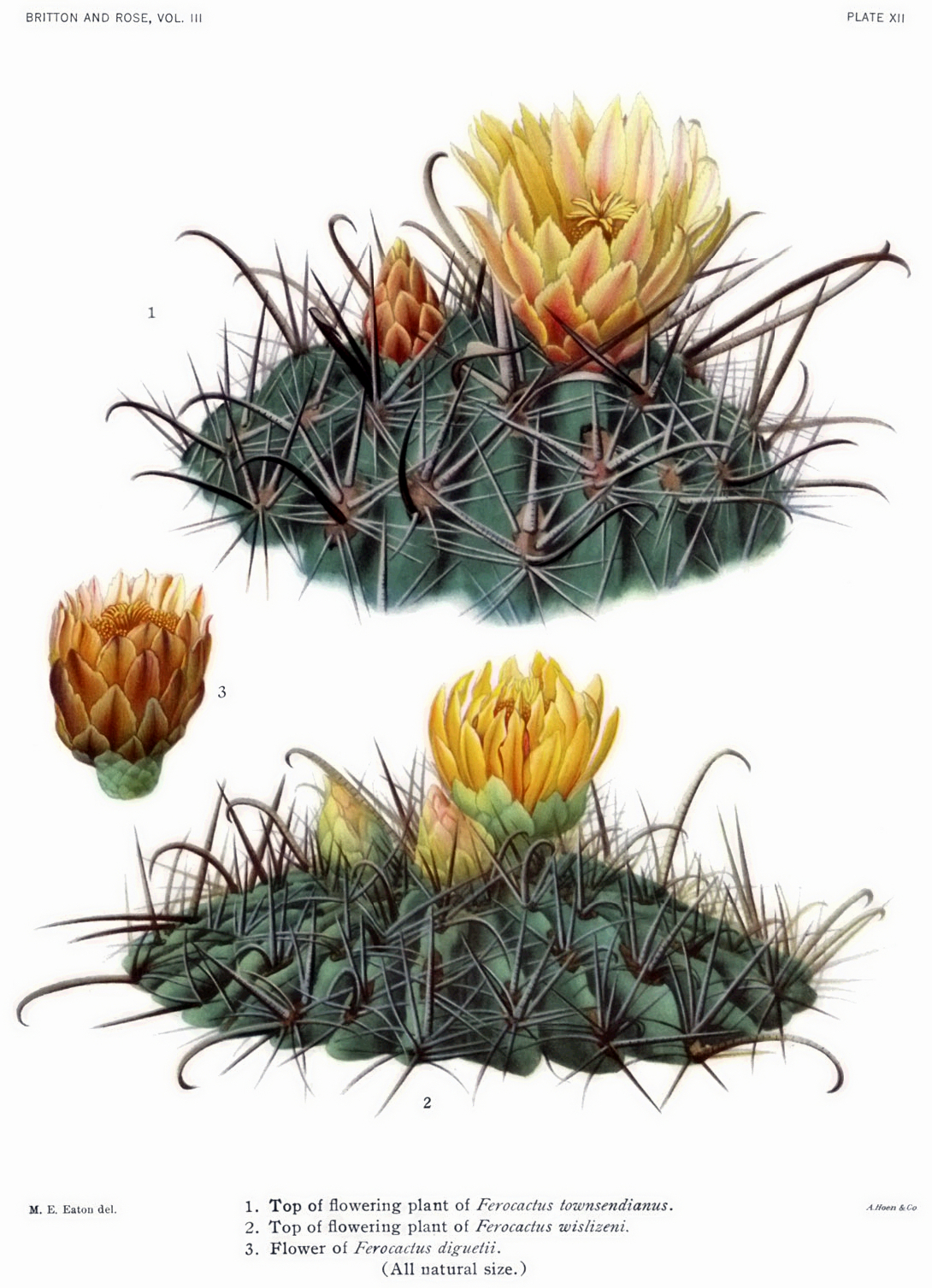